# Linda Bement
Linda Jeanne Bement (Salt Lake City, Utah, 2 de noviembre de 1941 - 19 de marzo de 2018) fue una modelo y reina de belleza estadounidense, quien se convirtió en la tercera Miss Estados Unidos en ser coronada como Miss Universo, en 1960.

## Miss Universo 1960
Miembro de la Iglesia de Jesucristo de los Santos de los Últimos Días, Bement fue la segunda mujer de Utah en ser coronada Miss Estados Unidos por lo que representó a su país en el concurso de belleza Miss Universo, en 1960, transmitido desde Long Beach, California en donde fue coronada ganadora por su antecesora, Akiko Kojima de Japón. Esta edición fue la primera del Miss Universo en ser televisada nacionalmente en Estados Unidos.

## Vida después de Miss Universo
En 1962 Bement se casó con el jockey (y futuro miembro del Salón de la Fama de la Hípica), el panameño Manuel Ycaza. La pareja tuvo dos hijos antes de divorciarse en noviembre de 1969.
Linda Bement falleció por causas naturales en su casa de Salt Lake City, Utah, el 19 de marzo de 2018. Le sobreviven a ella dos hijos, cinco nietos y tres bisnietos.
| Predecesor: Akiko Kojima Japón | Miss Universo 1960 | Sucesor: · Marlene Schmidt · Alemania |